# Tatamidō

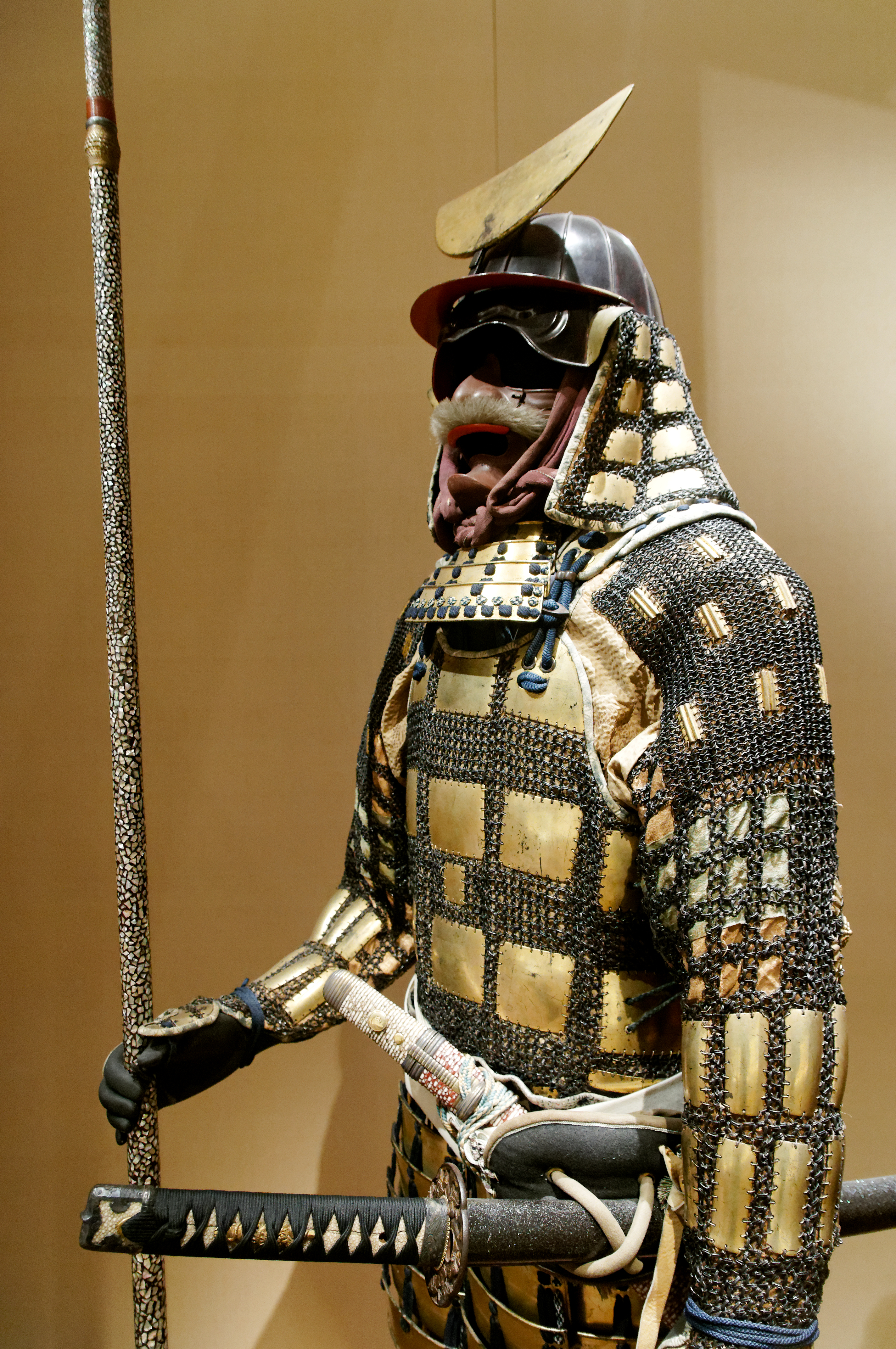
Karuta Tatamidō

Die Tatamidō (jap. 畳胴; „Tatami-Rüstung“) ist eine japanische Rüstung der Sengoku-Zeit. Sie gehört zur größeren Gruppe der Tōseigusoku.

## Beschreibung
Im Gegensatz zu den üblichen Rüstungen dieser Zeit besteht der Brustpanzer jedoch nicht aus beschlagenen Lederstreifen (Itazane), sondern aus Kettengeflecht. Dabei handelt es sich nicht um eine japanische Erfindung, sondern um eine Nachahmung europäischer Rüstungen, die mit dem sogenannten Nanban-Handel nach Japan gelangten. Zur Rüstung gehörte auch eine faltbare Kettenhaube. Der ungewöhnliche Name stammt daher, dass die Oberfläche eines Kettengeflechts an Tatami-Matten erinnert. Eine Tatamidō-Rüstung ist im Zentralmuseum der Präfektur Chiba (千葉県中央博物館) ausgestellt.